# Excellensinitiativet för tyska lärosäten
Excellensinitiativet för tyska lärosäten (tyska: Exzellenzinitiative des Bundes und der Länder zur Förderung von Wissenschaft und Forschung an deutschen Hochschulen) är sedan 2006 ett tyskt federalt program för att spetsa kompetensen vid olika lärosäten inom Tyskland. Tanken är att varje universitet ska svara för ett kompetensområde. Tyskland har för närvarande elva elituniversitet (tyska: Elite-Universität). De första tre skolorna var 2006 Ludwig-Maximilians-Universität München, Technische Universität München och Karlsruher Institut für Technologie, resterande tillkom 2007.  Den tredje omgången av excellensinitiativet tillkännagavs i juni 2012, då tre av de tidigare elituniversiteten förlorade sin status samtidigt som fem nya tillkom.

## Lista över tyska elituniversitet efter tredje omgången juli 2019[1]
- RWTH Aachen
- Freie Universität Berlin
- Humboldt-Universität zu Berlin
- Technische Universität Berlin
- Bonns universitet
- Technische Universität Dresden
- Hamburgs universitet
- Universität Heidelberg
- Karlsruher Institut für Technologie
- Universität Konstanz
- Ludwig-Maximilians-Universität München
- Technische Universität München
- Tübingens universitet